# Grupa „Wisła” MSW w Moskwie
Grupa „Wisła” MSW w Moskwie (Группа „Висла” МВД в Москве), Grupa Operacyjna nr 2 MSW „Wisła” (Оперативная группа № 2 МВД „Висла”), GO „Wisła”, Оперативная группа «Висла» – działająca w latach 1961–1990 w ZSRR, kontrwywiadowcza jednostka operacyjna Ministerstwa Spraw Wewnętrznych PRL.

## Historia
Grupa działała w okresie PRL, w Moskwie na mocy porozumienia ze stycznia 1957 między MSW PRL a Komitetem Bezpieczeństwa Państwowego ZSRR – KGB (Комитет государственной безопасности), oraz zarządzenia nr 0033/61 z dnia 28 lutego 1961 r. o powstaniu „Grupy Kontrwywiadowczej Departamentu II MSW w Moskwie pod kryptonimem Wisła”. Jej zadaniem miało być inwigilowanie obywateli polskich przebywających w ZSRR, w tym również delegatów PRL w RWPG, w Zjednoczonym Instytucie Badań Jądrowych w Dubnej, przedstawicieli central handlowych, uczestników targów, wystaw i konferencji naukowych, korespondentów prasowych, studentów, pracowników przebywających na kontraktach, budowach m.in. lotniska Szeremietiewo II (do 1980) oraz Międzynarodowego Centrum Handlowego w Moskwie (do 1980), elektrowni atomowych (Chmielnickiej, Kurskiej i Smoleńskiej), gazociągu orenburskiego i ropociągu nowopołockiego itd. Od 1984 Grupa podejmowała się zadań związanych z inwigilacją oraz zwalczaniem opozycji i Kościoła, od 1985 z działalnością w zakresie wywiadu politycznego.
Stan osobowy Grupy wynosił 8 osób, od 1990 4 osoby. Logistycznie, również użyczając dwóch samochodów osobowych, obsługiwał ją KGB. W jej skład wchodził, w randze zastępcy szefa Grupy, przedstawiciel KG MO.

## Szefowie przedstawicielstwa
- 1961–1965 – płk Henryk Żmijewski
- 1.09.1967 – 31.07.1970 – płk Zbigniew Wyparło
- 1.08.1970 – 31.08.1974 – płk Kazimierz Górecki
- 1.09.1974 – 30.10.1977 – płk Romuald Michniewicz
- 1.11.1977 – 30.11.1980 – płk Stanisław Groniecki
- 1.12.1980 – 30.06.1986 – płk Andrzej Sroka
- 1.07.1986 – 1.06.1990 – płk Zbigniew Twerd
- 1.06.1990 – 1996 – gen. bryg. Zdzisław Sarewicz[1]

Uwaga: ad 1974–1990 wszyscy szefowie zajmowali etaty niejawnych zastępców dyrektora Departamentu II MSW, ad 1980–1990 formalnie pełnili funkcje radców ambasady PRL w Moskwie.

## Siedziba
Grupa mieściła się w Moskwie z siedzibą w budynku Ambasady PRL przy ul. Klimaszkina 4 (ул. Климашкина) oraz w siedzibie Rejonowego Zarządu KGB – Krasnaja Priesnja przy ul. Kołpacznyj 10? (Колпачный переулок).

## Grupa Operacyjna Nr 3 MSW w Leningradzie

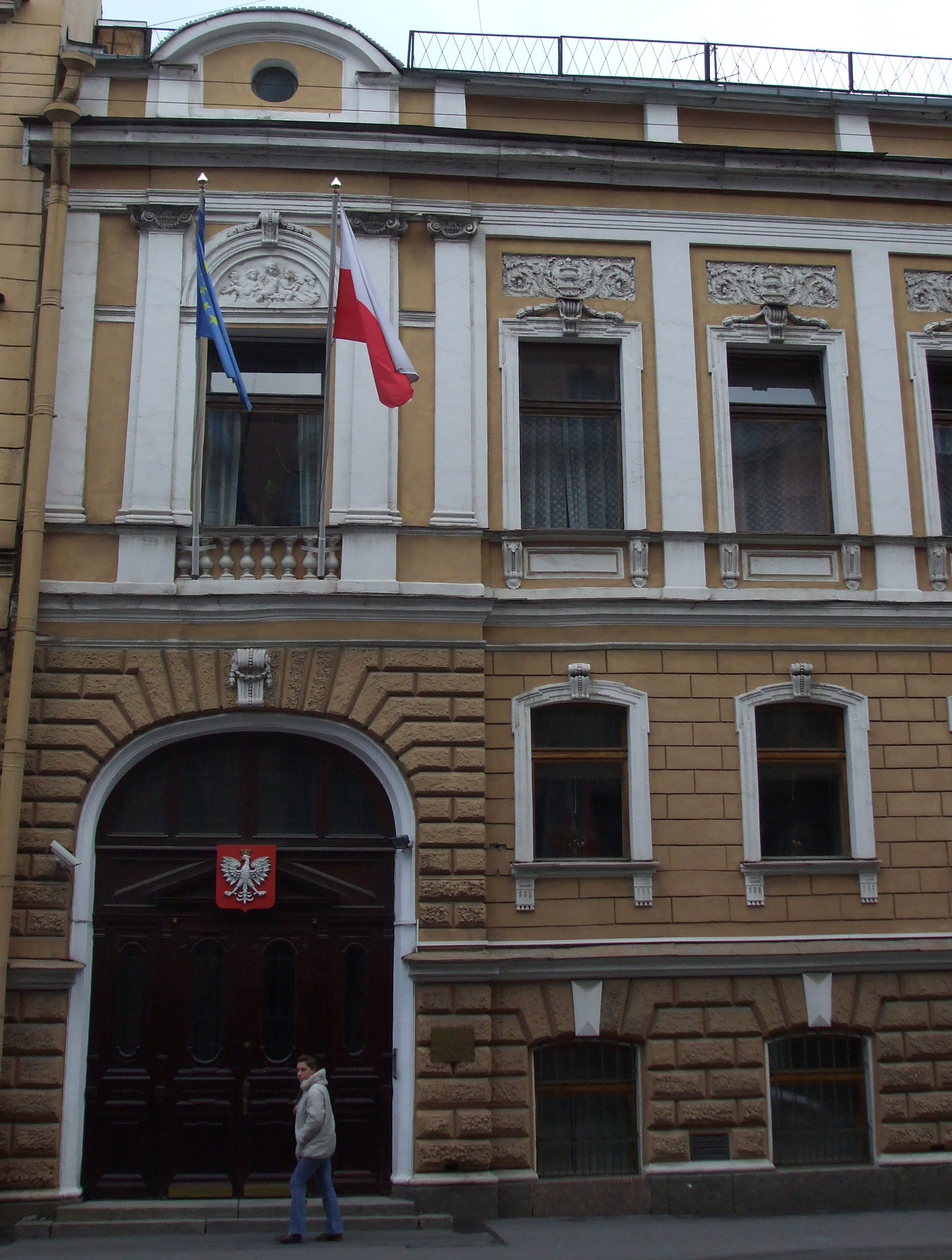
Budynek Konsulatu Generalnego Polski w Sankt-Petersburgu, m.in. b. siedziba Grupy Operacyjnej Nr 3

Do 29 marca 1990 funkcjonowała też druga jednostka operacyjna polskiego MSW w ZSRR – Grupa Operacyjna Nr 3 w Leningradzie (Оперативная группа № 3 МВД в Ленинграде) z siedzibą w budynku Konsulatu Generalnego PRL w domu Warganowych z 1870 przy ul. Rylejewa 35 (ул. Рылеева), następnie w pałacu kupca P.O. Iwanowa z 1860 (proj. A.I. Lange) przy ul. 5. Sowieckiej 12 (ул. 5-я Советская). 
- 1965–1967 – płk Czesław (Byk) Borecki
- 1975–1980 – płk Aleksander Pudło, st. inspektor
- 1980–1984 – ppłk Włodzimierz Kreft, st. inspektor
- 1984–1988 – płk Władysław Prekurat, st. inspektor
- 1988–1990 – płk Czesław Błażejewski

## Rezydenci MSW w Kijowie
Na podstawie źródła:
- 1978–1982 – Michał Garboliński (1931–)
- 1982–1987 – Ireneusz Gardocki (1938–)
- 1987–1990 – Bogusław Szczepaniak (1928–2013[3])

## Rezydenci MSW w Mińsku
Na podstawie źródła:
- 1980–1984 – Antoni Bossowski (1930–2019)
- 1984–1988 – Kazimierz Paskudzki (1928–1997)